# Neothyone
Neothyone este un gen de insecte lepidoptere din familia Arctiidae.

Cladograma conform Catalogue of Life:
| Neothyone | \| \| Neothyone schistaceoplagiata \| \| \| \| \| \| Neothyone xanthaema \| \| \| \| |
|           | \| \| Neothyone schistaceoplagiata \| \| \| \| \| \| Neothyone xanthaema \| \| \| \| |
|           | Neothyone schistaceoplagiata                                                         |
|           |                                                                                      |
|           | Neothyone xanthaema                                                                  |
|           |                                                                                      |